# Castelul Maintenon

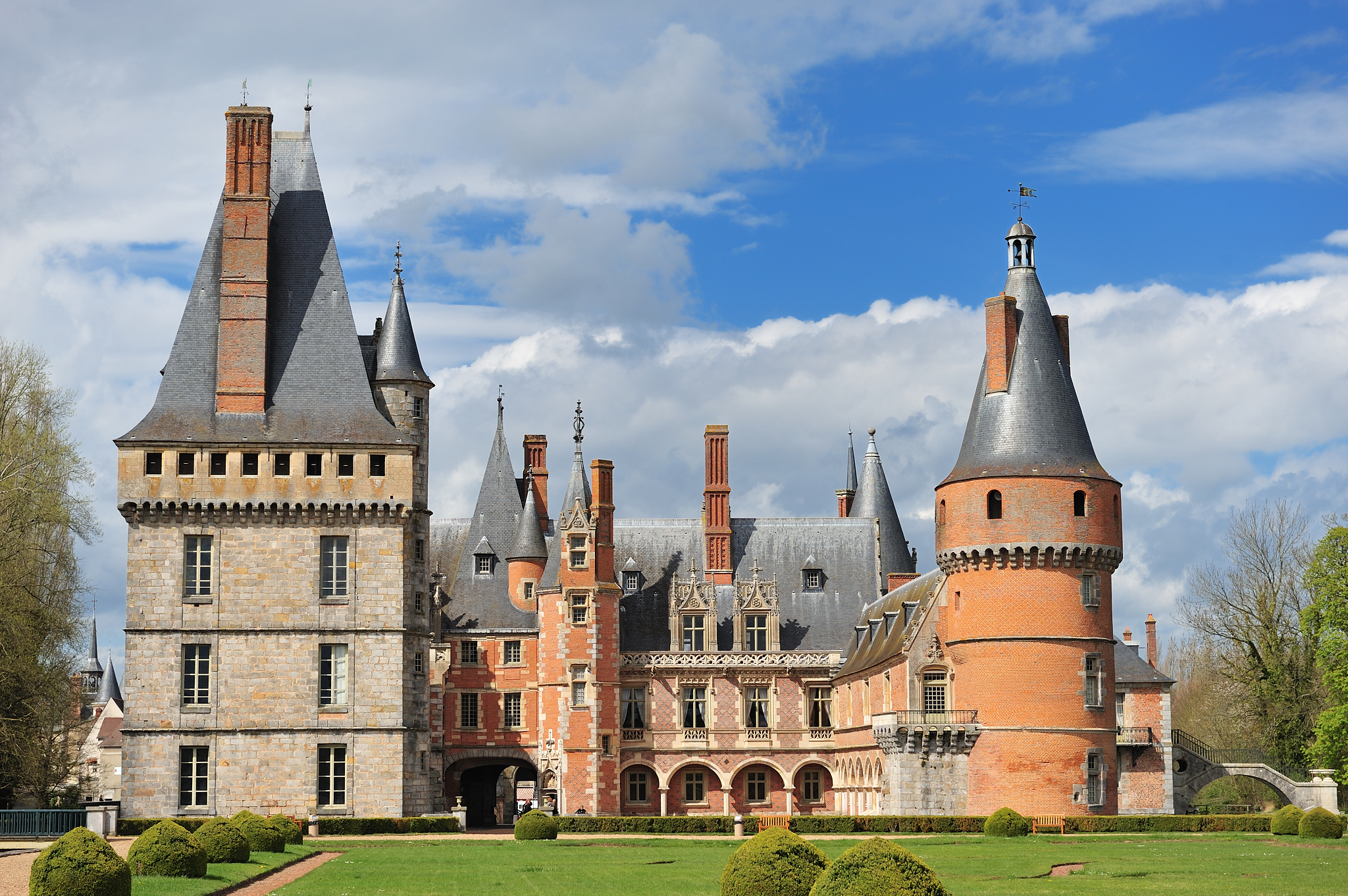
Castelul Maintenon aripa sudică

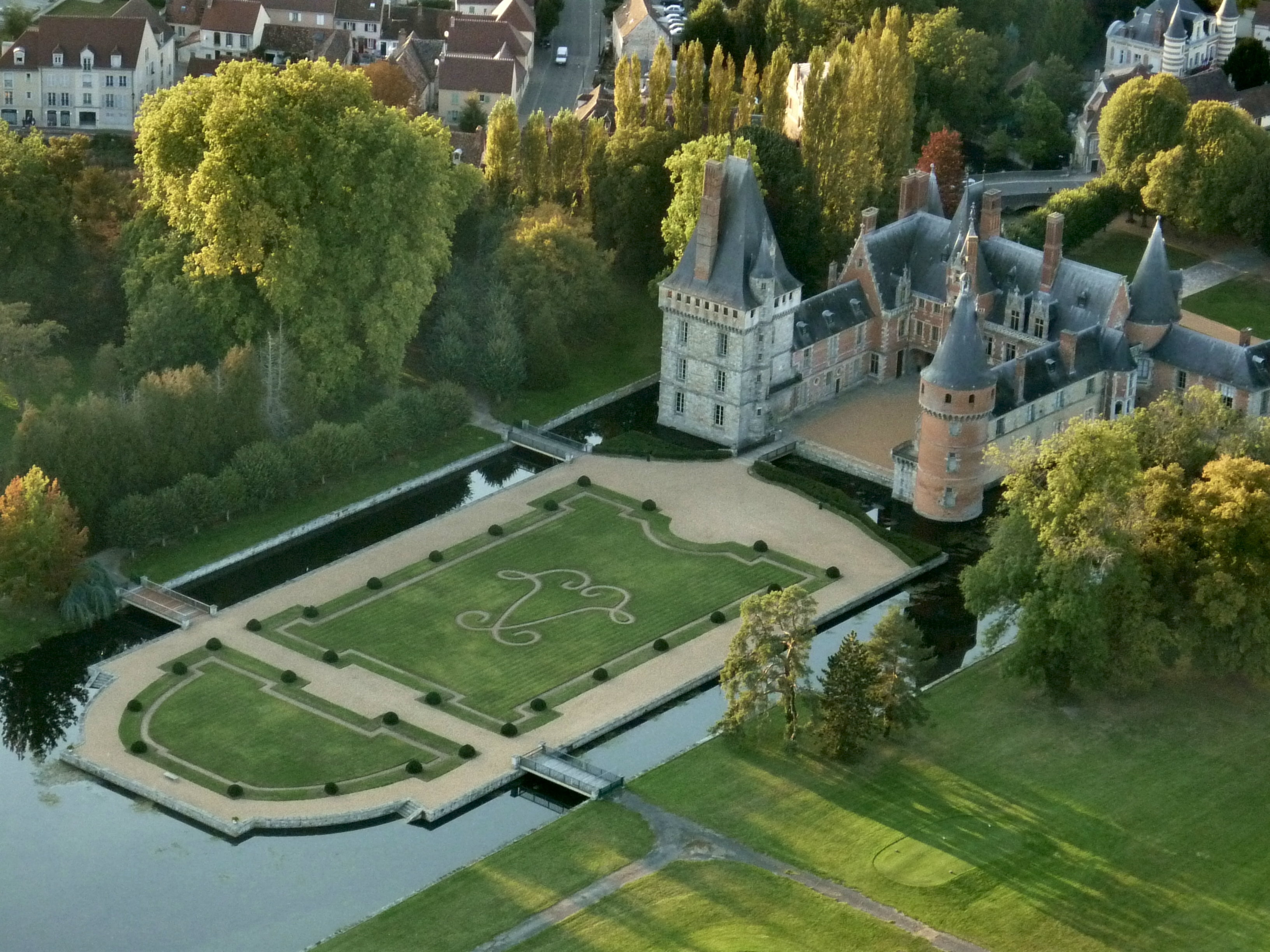
Fotografie aeriană a castelului

Castelul Maintenon (Château de Maintenon) este un castel în orașul francez Maintenon, Département Eure-et-Loir la circa 60 km sud-est de Paris și 17 km nord-vest de Chartres.